# Dracunculus (plante)
Cet article concerne la plante. Pour le nématode, voir Dracunculus (animal).
Genre
Classification phylogénétique
Dracunculus est un genre de plantes de la famille des Araceae, proche du genre Arum.

## Les espèces
- Dracunculus vulgaris Schott - l’arum serpentaire – est une espèce moyennement rustique d’origine méditerranéenne possédant des feuilles digitées. Il présente à la fin du printemps une inflorescence spectaculaire pourpre foncé dégageant une odeur de viande pourrie destinée à attirer, dans son milieu naturel, ses pollinisateurs.
- Dracunculus canariensis Kunth - C'est une espèce endémique de Madère et des îles Canaries de taille plus modeste, a une inflorescence de couleur crème.
- Pour Dracunculus muscivorus, voir Helicodiceros muscivorus.

## Liste d'espèces
Selon World Checklist of Selected Plant Families (WCSP) (26 mars 2011) :
- Dracunculus canariensis Kunth (1841)
- Dracunculus vulgaris Schott (1832)